# XXII Congreso del Partido Comunista de la Unión Soviética
El XXII Congreso del Partido Comunista de la Unión Soviética (PCUS) tuvo lugar en la ciudad de Moscú entre el 17 de octubre y el 31 de octubre de 1961, durante el transcurso del peligroso enfrentamiento entre los Estados Unidos y la URSS conocido como la crisis de Berlín.

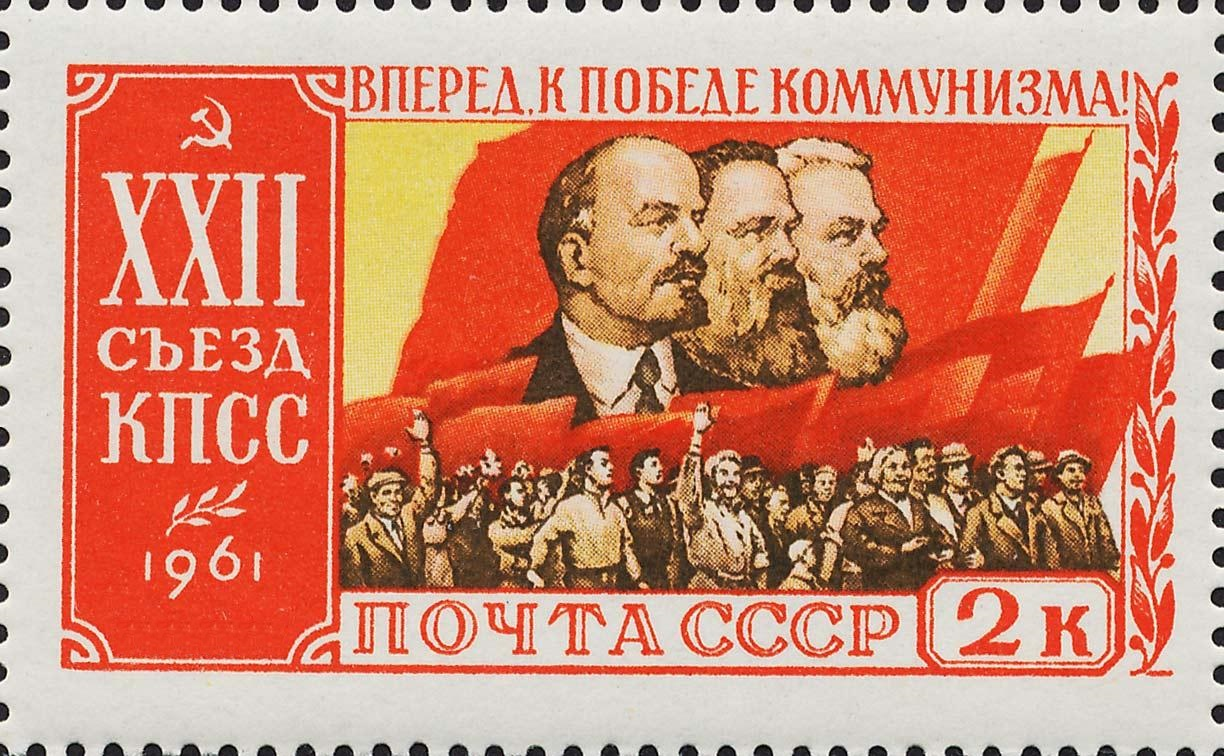
Estampilla del XXII Congreso del PCUS (Partido Comunista de la Unión Soviética)

En los 14 días de sesiones efectivas (ya que el 22 de octubre fue un día libre) 4.413 delegados, además de representantes de 83 partidos comunistas extranjeros, escucharon a Nikita Jrushchov -el entonces Secretario General del PCUS y a otros prominentes líderes soviéticos exponer sobre temas políticos. nacionales e internacionales.
Fue el Congreso que oficial y definitivamente cimentó el cisma chino-soviético y por lo tanto fue el último al que concurrió el entonces maoísta Partido Comunista Chino (PCCh).

## Discursos, planes y divisiones
En su discurso de apertura, el entonces líder soviético Nikita Jrushchov, quien ya había denunciado el culto a la personalidad de Iósif Stalin durante su célebre “discurso secreto” del 25 de febrero de 1956 (con el que clausuró el XX Congreso del PCUS), atacó al entonces rígidamente estalinista régimen albanés de Enver Hoxha.
Varios otros portavoces soviéticos y comunistas extranjeros se unieron a ese ataque. No obstante, Zhou Enlai, entonces cabeza de la delegación comunista china, no estuvo de acuerdo y criticó al propio Nikita Jrushchov por haber ventilado sus diferencias ideológicas frente al mundo.
Al respecto, el dirigente chino dijo que “poner al desnudo una disputa entre partidos o países fraternales abiertamente frente a la cara del enemigo no puede ser considerada como una seria actitud marxista-leninista”.
Los portavoces de cinco otros partidos comunistas asiáticos (el de Corea del Norte, India, Indonesia, Japón y Vietnam) se alinearon con China en su negativa a criticar al hoxhaísta gobierno albanés.
El 21 de octubre el dirigente chino Zhou Enlai depositó dos ofrendas florales en la base del por entonces todavía Mausoleo de Lenin-Stalin, una de ellas “Dedicada al gran marxista, el camarada Stalin” y al finalizar el siguiente día se retiró del Congreso.
El gobierno soviético dijo que su partida de regreso hacia la ciudad de Pekín (Beijing) el día 23 de octubre estaba relacionada con una entonces cercana Asamblea del Partido Comunista Chino, pero cuando el entonces líder supremo chino Mao Zedong (Mao Tse-tung) y otros dirigentes del PCCh se encontraron con Zhou en la capital china tal presunta reunión partidaria no fue mencionada. Aunque el propio Jrushchov acompañó personalmente a Zhou al aeropuerto durante la noche del regreso de este último a China, ya para entonces era claramente evidente que había una genuina división ideológica en el seno del movimiento comunista internacional, la cual no podía ser limada fácilmente.
Entre otros temas debatidos estaba la aceptación de estatuto y Tercer Programa del PCUS, además de la apertura de la Planta Hidroeléctrica de Volgogrado (la cual era la más grande de toda Europa por lo menos hasta el año 2007), el ensayo de la bomba termonuclear más poderosa jamás probada (la apodada "Tsar Bomba" de 50 megatones, detonada en el archipiélago de Nueva Zembla (Nóvaya Zemlyá) el 30 de octubre de 1961, además de la remoción de los restos mortales de Iósif Stalin del Mausoleo de Lenin, el renombramiento de varias ciudades que habían tenido denominaciones relacionadas con Stalin (tales como Stalingrado y Stalinabad) o a otros políticos estalinistas, además de la ambiciosa declaración de Nikita Jrushchov respecto de cruzar el umbral del comunismo (tal como había sido predicho por el propio Karl Marx) en tan sólo 20 años.